# Linów (województwo świętokrzyskie)
Linów – wieś w Polsce położona w województwie świętokrzyskim, w powiecie sandomierskim, w gminie Zawichost.
| SIMC    | Nazwa        | Rodzaj    |
| ------- | ------------ | --------- |
| 0811610 | Linów-Dolina | część wsi |
| 0811626 | Linów-Góry   | część wsi |
| 1019065 | Linówka      | część wsi |
| 1019071 | Przy Dworze  | część wsi |

W latach 1954–1972 wieś należała i była siedzibą władz gromady Linów. W latach 1975–1998 miejscowość położona była w województwie tarnobrzeskim.

## Historia
W Linowie urodził się Wincenty Migurski, powstaniec listopadowy, którego tragiczne losy uwiecznił Lew Tołstoj w opowiadaniu Za co? wydanym w 1906. Tutejszym majątkiem ziemskim władali od 1846 roku Roman i Kazimiera z Leszczyńskich Cichowscy, pochowani w pobliskiej Trójcy (obecnie w granicach Zawichostu). Około 1860 roku Roman Cichowski uruchomił w Linowie niewielką fabrykę urządzeń rolniczych, z czasem podejmując współpracę z Fabryką Machin i Odlewnią Żelaza Mieczysława Wolskiego w Lublinie.

## Zabytki
Dwór z 1844 przebudowany w 1962 oraz park z XIX w. wpisane do rejestru zabytków nieruchomych (nr rej.:
A.782/1-2 z 12.12.1957 i z 27.05.1986).